# Ослушевці
Ослушевці (словен. Osluševci) — поселення в общині Ормож, Подравський регіон‎, Словенія.